# Осада Хартума
Осада Хартума (англ. Siege of Khartoum) 13 марта 1884 — 26 января 1885 года — крупнейшее сражение первого этапа англо-суданской войны, так называемого восстания махдистов. 10-месячная осада суданскими повстанцами Хартума, в котором укрепился 7-тысячный египетский гарнизон, окончилась взятием города и гибелью всего гарнизона во главе с генералом Чарльзом Гордоном. После этого поражения Британская империя оказалась вынуждена на некоторое время отказаться от претензий на Судан.

## Предыстория
В 1882 году Египет в результате быстротечной войны с Великобританией был окончательно превращён в протекторат. Однако британский контроль не распространялся на Судан, бывший в то время формально египетским владением, поскольку из-за народного восстания Судан уже более полутора лет де-факто не подчинялся власти египетского хедива (причём и Египет, и Судан оставались формально под властью Османской империи). Суданские повстанцы первоначально возглавлялись Мухаммедом Ахмедом, провозгласившим себя «Махди» (мессией), поэтому восстание получило название махдистского.
Подавление восстания британцы оставили египетским властям. Однако высланный против махдистов отряд египетских войск, под командованием английского полковника Хикса 5 ноября 1883 года был наголову разбит и почти полностью уничтожен в сражении при Эль-Обейде. После этого решительного успеха махдисты быстро взяли под контроль бо́льшую часть Судана.
Эти события привлекли пристальное внимание британского кабинета. Премьер-министр Уильям Гладстон, утвердив решение об эвакуации из Судана остававшихся там египетских гарнизонов, поручил эту операцию генералу Чарльзу Гордону, который в 1876-1879 годах был генерал-губернатором Судана (от имени египетских властей). Получив от правительства огромные по тем временам ассигнования в 100 тысяч фунтов, 18 февраля 1884 года Гордон прибыл в Хартум, вступил в командование гарнизоном и принял полномочия главы города. Однако вместо того, чтобы начать приготовления к выводу египетских войск, он начал править Хартумом как постоянный руководитель (египетские чиновники, управлявшие городом, выехали на родину). Возможно, он рассчитывал вместо вывода войск нанести махдистам военное поражение имевшимися силами. Гордон в резкой форме протестовал против решения правительства оставить Судан и постоянно требовал подкреплений, настаивая на необходимости дать бой повстанцам. Он просил прислать войска либо из метрополии, либо из Индии, либо даже прислать турецкие части, но в итоге так и не получил помощи.

## Положение сторон перед осадой

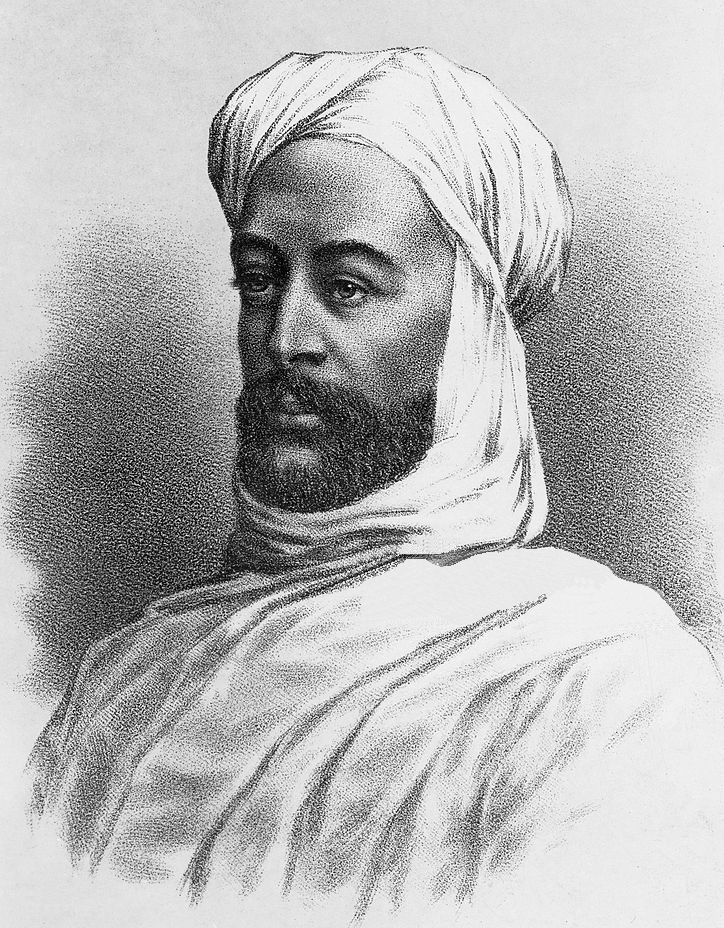
Мухаммед Ахмед, вождь суданского восстания

Население Хартума в те годы составляло около 34 тысяч чел. В распоряжении Гордона был 7-тысячный гарнизон, составленный из египетских солдат. В гарнизон входили также части, навербованные в Судане, но командование не было уверено в их надёжности. Белых солдат у Гордона не было (британцами были лишь считанные единицы — штаб, несколько старших офицеров и специалистов), а его просьба направить в качестве подкрепления 200 английских бойцов была отклонена, поскольку правительство требовало не подготовки к сражению, а вывода войск.
С двух сторон город был защищён большими реками — с севера Белым Нилом, а с запада — Голубым Нилом. С юга, однако, город был ничем не прикрыт. Положение Хартума могло несколько облегчить то, что местность вокруг города была заселена народностью шагия, враждебной махдистам.
В Хартуме имелись несколько небольших речных колёсных пароходов. Гордон распорядился, чтобы 9 пароходов были переоборудованы в канонерские лодки (помимо установки орудий, они были обшиты стальными листами). К югу от города была создана сеть траншей и других земляных укреплений, а также установлены фугасы и импровизированные мины. Были также заграждения из колючей проволоки.
Махдисты в несколько раз превосходили числом гарнизон Хартума. Вооружение их было довольно примитивным и разнородным. Основная масса была вооружена традиционным холодным оружием (копьями, мечами и т. д.), огнестрельного оружия было мало. Артиллерии у махдистов было мало, почти вся она была представлена устаревшими образцами, за исключением нескольких трофейных орудий. Силы Гордона были экипированы несравненно лучше, но выучка и особенно боевой дух египетских солдат оставляли желать много лучшего. Боевой дух повстанцев, напротив, был весьма высок.

## Бои в ходе осады

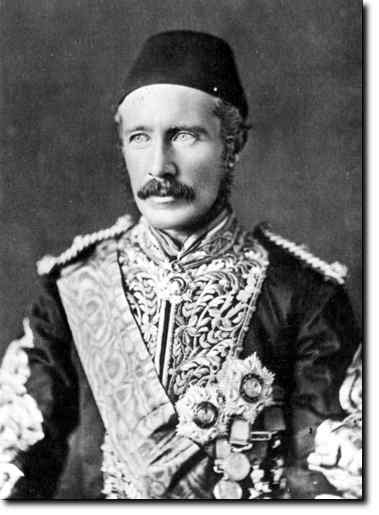
Чарльз Гордон (снимок сделан во время его губернаторства в Судане)

16 марта 1884 года гарнизон Хартума предпринял вылазку, но она была отбита с серьёзными потерями — около 200 человек. В этом столкновении египтяне обратились в бегство при первом же соприкосновении с противником, арабами-кавалеристами, которые значительно уступали числом египетским солдатам. При этом первыми бежали оба командующих египтянами, суданцы на службе у Гордона.

В апреле махдисты, захватив город Бербер, замкнули кольцо окружения, чему сильно способствовало то, что племена к северу от города перешли на их сторону. Махдисты же, постепенно наращивая силы, сосредоточили к тому времени вокруг города до 30 тыс. бойцов. Линия телеграфной связи с Каиром была перерезана. Начавшаяся осада угрожала Хартуму голодом — 19 апреля Гордон телеграфировал, что запасов продовольствия в городе могло хватить только на 5-6 месяцев. Гордон обменялся несколькими посланиями с Мухаммедом Ахмедом, но махдистский вождь отклонил мирные предложения. Огромной неудачей для осаждённых стал захват 27 апреля махдистами 70 лодок и одного парохода с припасами для города.

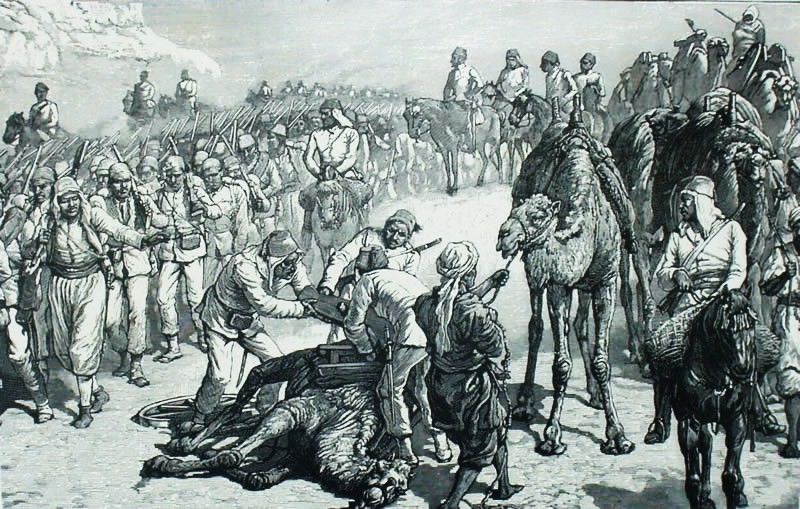
Колонна англо-египетских войск на марше (гравюра 1883 года)

Разрозненные атаки на город продолжались всё лето. Махдисты несли серьёзные потери, причём наиболее эффективным оружием против них оказались врытые в землю мины нажимного действия. Вооружённые пароходы продолжали рейсы по Нилу, доставляя в город припасы и огнём артиллерии нанося новые потери повстанцам. Однако вылазка гарнизона 16 сентября снова окончилась тяжёлым поражением египетского отряда, который потерял до 800 чел. убитыми. К этому времени махдистские войска, осаждавшие Хартум, насчитывали уже свыше 50 тысяч бойцов.
Ещё в июле правительство Гладстона согласилось (впрочем, довольно неохотно) о снаряжении военной экспедиции для деблокирования Хартума. Командовать ей было поручено известному военачальнику Гарнету Уолсли. Но многие факторы сильно замедлили отправку этой экспедиции, так что войска Уолсли вступили в Судан только в январе 1885 года. Её также сильно задержали два крупных боя с махдистами, особенно сражение 17 января при Абу-Клеа (Генерал Стюарт добился решительной победы, хотя бой был упорным и кровопролитным — суданцам удалось прорвать британское каре). Отряд канонерских лодок, направленный к Хартуму по Нилу, также серьёзно запаздывал. Связь наступавших британских войск с Хартумом поддерживалась пароходами.
В декабре у командования гарнизоном оставалось мало сомнений в скором падении города. В своих письмах в эти дни Гордон прощался с друзьями, не испытывая иллюзий относительно способности удержать Хартум.

## Сражение за город
Вероятно, при получении известий о приближении крупных британских сил махдисты решились на приступ Хартума. Незадолго до полуночи с 25 на 26 января 1885 года (на 320-й день осады) они начали штурм города со всех сторон, но основной удар был нанесён с запада, где они перешли вброд обмелевшую реку. Поскольку после боя осталось крайне мало свидетелей, которые могли бы компетентно сообщить о сражении, подробности штурма почти неизвестны. Укрепления и фугасы нанесли атаковавшим потери, но это не помешало повстанцам пробиться внутрь стен через ворота Муссаламия. Есть сведения, что ворота перед противником открыл один из офицеров-египтян. В любом случае, к 03:30 махдисты вели бой уже в самом городе, где египетские войска, деморализованные и измотанные голодом, по имевшимся сообщениям, оказывали довольно слабое сопротивление.
К 05:00 махдисты полностью захватили Хартум, перебив почти всех египетских солдат и всех британских офицеров. Гордон погиб в бою, причём обстоятельства его гибели неизвестны. По сведениям суданца — адъютанта Гордона (оставшегося в живых), когда махдисты прорвались к резиденции губернатора, он вышел на крыльцо в полной форме и был заколот копьями. Другие свидетельства утверждали, что генерал пытался бежать в консульство Австро-Венгрии, но по дороге был застрелен. Отрубленную голову Гордона насадили на копьё и затем отправили в дар Махди, который, по некоторым данным, требовал взять Гордона обязательно живым и даже отдал своим подчинённым соответствующий приказ.
Во время штурма погибло также около 4 тыс. жителей города. Остальных махдисты захватили в плен и продали в рабство, что полностью соответствовало местным обычаям ведения войны. Потери самих повстанцев неизвестны.

## Итог и последствия

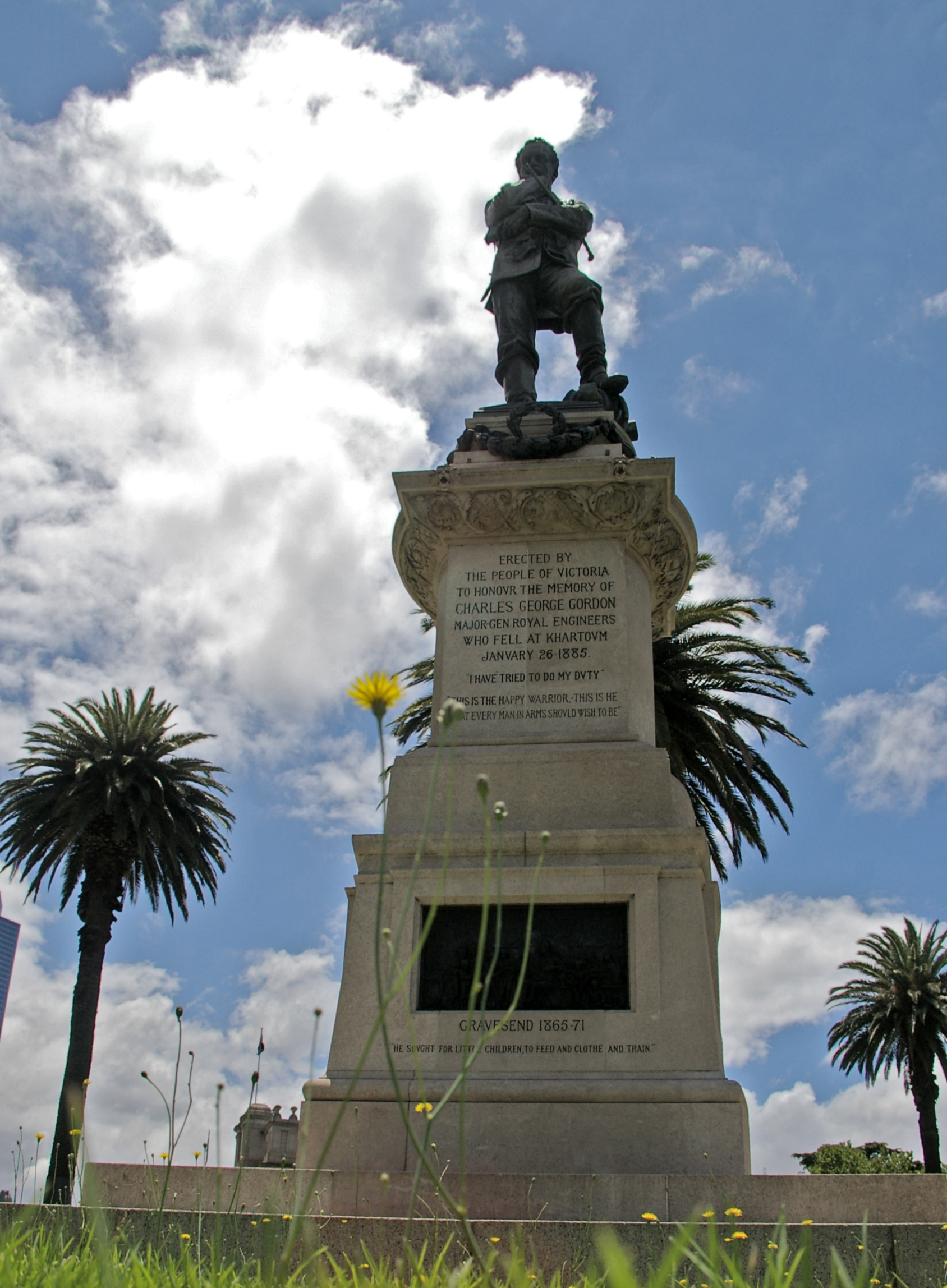
Памятник Чарльзу Гордону в Мельбурне, Австралия

Британский отряд достиг Хартума только 28 января и, отдав почести павшим на руинах города, повернул обратно. Канонерские лодки лорда Бересфорда прибыли к Хартуму уже после его падения и тоже ушли обратно после короткой перестрелки с махдистскими батареями. После падения Хартума Мухаммед Ахмед стал контролировать почти весь Судан.
Падение Хартума сыграло важную роль в отставке кабинета Гладстона (в июне 1885 года), которого общественное мнение обвиняло в том, что он оставил Гордона фактически на произвол судьбы. Погибший Гордон на некоторое время приобрёл имидж национального героя, погибшего в сражении с превосходящими силами врага. Однако подготовка нового вторжения в Судан заняла у Лондона больше 10 лет.
Мухаммед Ахмед умер в июне 1885 года, успев создать в Судане исламское государство, просуществовавшее до конца 1890-х годов. Конец существованию махдистского государства был положен только в 1898 году в результате нового, гораздо лучше подготовленного британского вторжения под командованием фельдмаршала Герберта Китченера (Судан был превращён в англо-египетский кондоминиум, фактически означавший британскую колонизацию). Англичане поставили в Хартуме памятник Гордону, который был демонтирован после вывода британских войск в 1955 году, но сохраняется по сей день.

## В кинематографе
- В 1966 году об осаде был снят британский фильм «Хартум», в котором Чарлтон Хестон сыграл Гордона, а Лоренс Оливье — Махди.